# Trading Places
"Trading Places" - singiel z piątego studyjnego albumu Here I Stand amerykańskiego muzyka Ushera.